# Aleksandar Černov
Aleksandar Černov (1937 — 1. maj 2003) bio je srpski pesnik. 

## Biografija
Rođen je u Prokuplju 1937. godine od oca Pavla i majke Vidosave. Pavle Černov, ruski emigrant iz doba Oktobarske revolucije radio je u gimnaziji u Prokuplju kao profesor matematike. Aleksandar Černov je završio gimnaziju u Prokuplju i posle završenih studija na Višoj defektološkoj školi u Beogradu, radio kao nastavnik ruskog jezika u osnovnim školama u Donjoj Rečici i Maloj Plani, zatim u Domu kulture u Prokuplju i u Specijalnoj osnovnoj školi u Prokuplju kao nastavnik i direktor. Pisao je poeziju i prozu. Od 1955. godine objavljivao je u velikom broju jugoslovenskih listova i časopisa (Glas mladih, Naš vesnik, Omladina, Gledišta, Tok, Narodne novine, Gradina, Stig, Braničevo, Bagdala, Politika...).
Objavio je knjige pesama Tiho, Čin, Skaredne sonate i Pozni psalmi,"Pesme o Tatjani C", kao i knjigu priča Vruća tema. Bio je jedan od osnivača i član Književnog društva „Rade Drainac“.
Prva knjiga pesama „Tiho“ u izdanju Književnog društva „Rade Drainac“ objavljena je kao biblioteka „Drainac“ povodom dvadeset pet godina od smrti Rada Drainca sa još pet autora iz Prokuplja (dr. Slavoljub Đinđić „Panorama savremene turske poezije“, Voja Krasić „Srpske ljube“, Dragan Borisavljević „Male obnove“, Ivan Ivanović „Ikarov let“ i Blagoje Glozić „Nebo Božurne“). Bio je to početak uspešne izdavačke delatnosti Književnog društva „Rade Drainac“.
1986. godine je objavio knjigu satiričnih priča „Vruća tema“ u izdanju Književnog društva „Rade Drainac“ koja je, iako pisana sa blagom ironijom i finim humorom, ipak uzburkala palanački duh.
Sledeće 1987. godine Biblioteka „Drainac“ mu izdaje knjigu erotske poezije „Skaredne sonate“. Posle perioda od skoro deset godina, Kulturni centar „Karlovačka umetnička radionica“ iz Sremskih Karlovaca mu objavljuje poslednju i najzreliju knjigu pesama „Pozni psalmi“. U recenziji za ovu knjigu Zoran M. Mandić kaže:
| „ | Černov je pesnik široke vokacije sa naklonošću prema meditativnim probljescima u strukturi svoje pesničke emisije, uzimajući iskustvo kao osnovu svojih tekstova, Černov ga u horizontu slike i refleksije preobražava u metaforičko-simboličke jezičke događaje iz kojih izbija melanholičan i autoironičan ton. Černovljeve pesme su pored izvesne smirenosti, odsustva retoričnosti, povrh svega, pesme misaonog i egzistencijalnog patosa s kojim se izražava, ne samo zaoštrenost pitanja o smislu pesništva, nego se i u presabiranju jednog iskustva: života, igre varki i plamenova-psalmičnost i uznesenje preobražavaju u sliku tamnog i mrkline i beznadnu noć sveta na koju smo osuđeni | ” |

Iako je učestvovao na mnogim književnim manifestacijama, i književnim večerima njemu posvećenim, na kojima su o njegovom delu govorili značajni kritičari i pesnici, do danas još nije ozbiljno predstavljeno i valorizovano stvaralaštvo Aleksandra Černova. Umro je 1. maja 2003. godine na šezdesetogodišnjicu smrti Rada Drainca.